# Scaphoideus curvanus
Scaphoideus curvanus är en insektsart som beskrevs av Li och Wang. Scaphoideus curvanus ingår i släktet Scaphoideus och familjen dvärgstritar. Inga underarter finns listade i Catalogue of Life.